# بيت أمين (السدة)

تعديل مصدري - تعديل

بيت أمين محلة تابعة لقرية بيت عباد، التابعة لعزلة الاعماس بمديرية السدة إحدى مديريات محافظة إب في الجمهورية اليمنية.، بلغ تعداد سكانها 49 حسب تعداد اليمن لعام 2004.